# 堀江駅
堀江駅（ほりええき）は、愛媛県松山市堀江町にある四国旅客鉄道（JR四国）予讃線の駅である。駅番号はY52。

## 歴史
- 1927年（昭和2年）4月3日：鉄道省予讃線伊予北条 - 松山間開業と同時に駅が設置される[3]。
- 1971年（昭和46年）11月8日：貨物取扱廃止[3]。駅員無配置駅となる[4]（簡易委託駅化）。それまでは、キヨスクや仁堀航路（かつて広島県呉市仁方港との間に就航していた）の乗換客に一時使用された比較的大きな待合室があり、一部急行列車の停車駅でもあった[注釈 1]。
- 1982年（昭和57年）7月1日：仁堀航路廃止[3]。その後は呉・松山フェリーが代役を担っていたが、2009年6月限りで廃止された。
- 1983年（昭和58年）4月1日：荷物扱い全廃[3]。
- 1984年（昭和59年）11月：駅舎を解体し、貨車を改造した待合室を設置[5]。
- 1987年（昭和62年）4月1日：国鉄分割民営化により、JR四国の駅となる[3]。

仁堀航路の乗換駅であり、堀江港へは約500メートルほど離れていた。かつては優等列車が停車していたが、1982（昭和57）年8月時点の時刻表では1本も停車していない。

昔、サクラの木が50～60本、ホームの両側に植えてあったが、戦時中にイモを植えるため、伐採された。

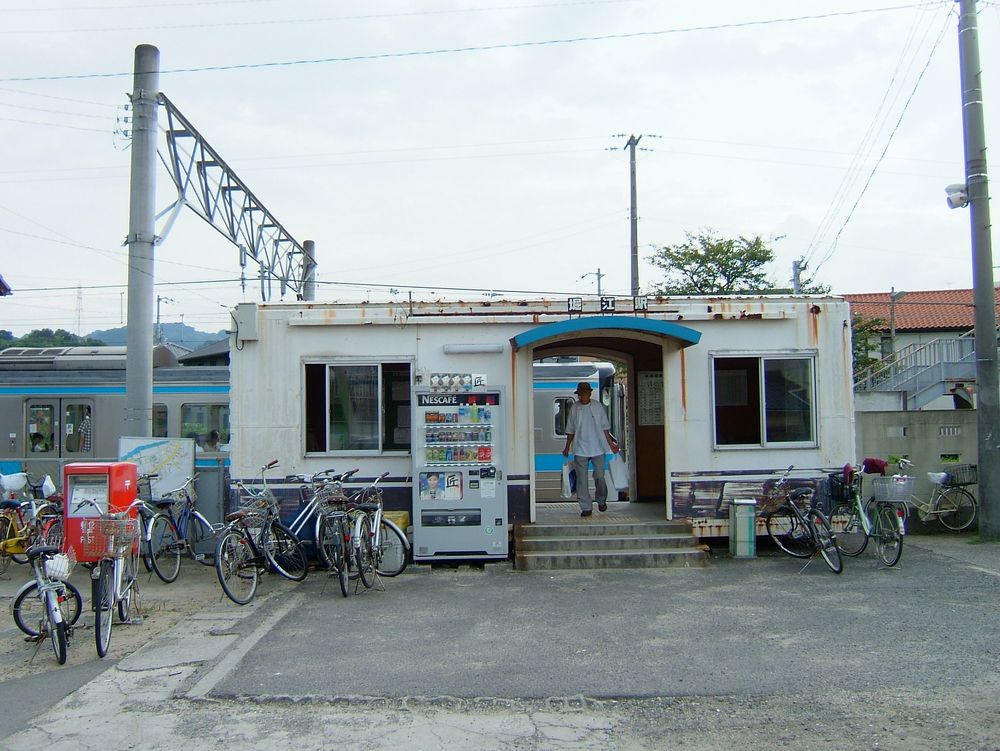
駅舎（2006年8月、塗替え前）

## 駅構造
相対式2面2線（一線スルー）のホームを有する地上駅。一線スルーで2番線が上下主本線（制限速度100km/h）となり、側線もある。このため、特急などの通過列車は上下線とも基本的に2番線を通過するが、停車列車は上下線とも駅舎側の1番のりばを優先して使用する。
廃貨車利用の簡易駅舎である。当駅は無人駅であるが、近距離用の自動券売機が設置されている。

### のりば
| のりば | 路線    | 方向 | 行先                     | 備考                       |
| ------ | ------- | ---- | ------------------------ | -------------------------- |
| 1      | ■予讃線 | 上り | 今治・伊予西条・高松方面 |                            |
| 1      | ■予讃線 | 下り | 松山・伊予市方面         | 通常はこのホーム           |
| 2      | ■予讃線 | 下り | 松山・伊予市方面         | 停車列車同士の行違い時のみ |

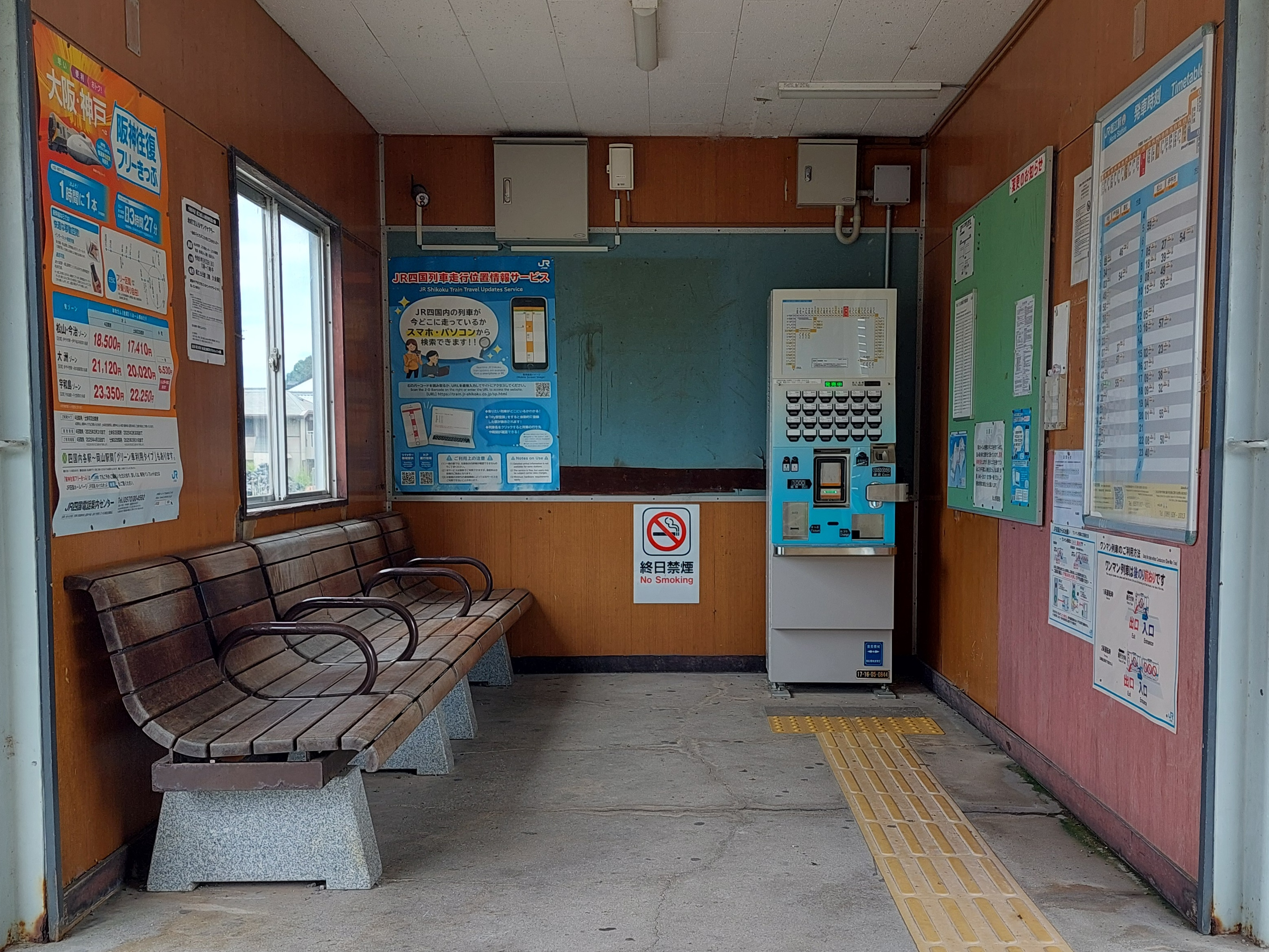
待合室（2024年8月）
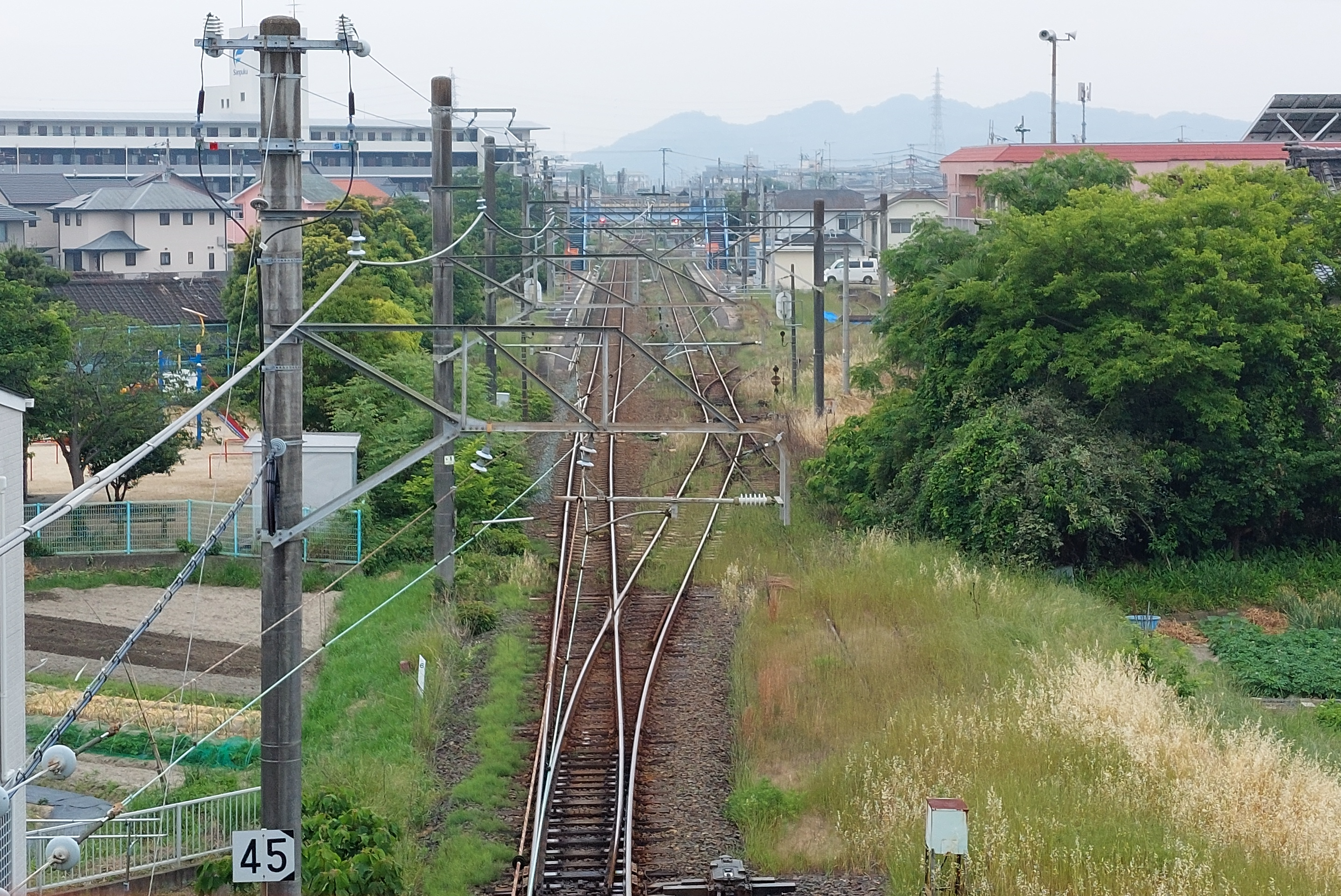
北側（2024年5月）
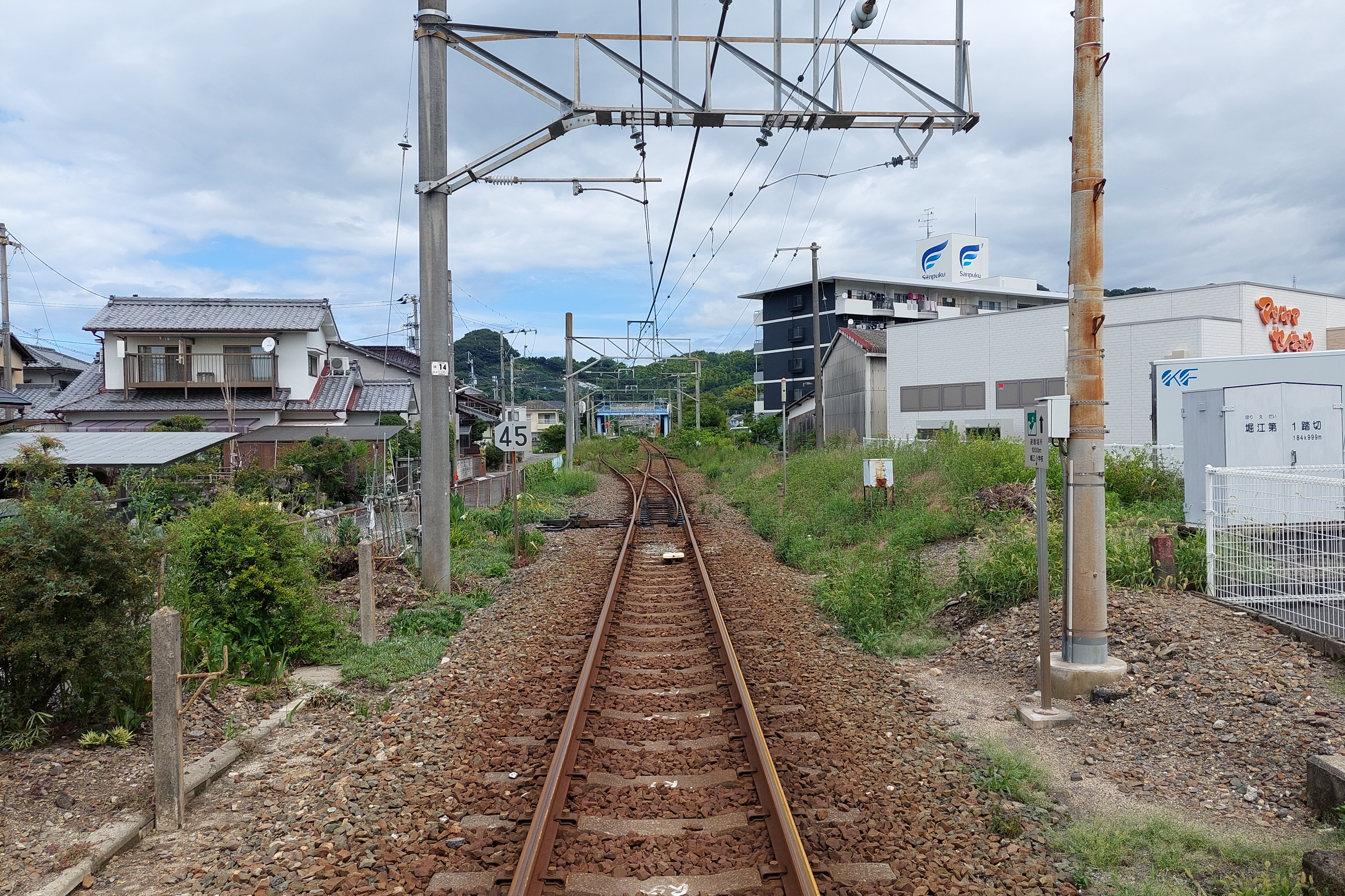
南側（2024年8月）
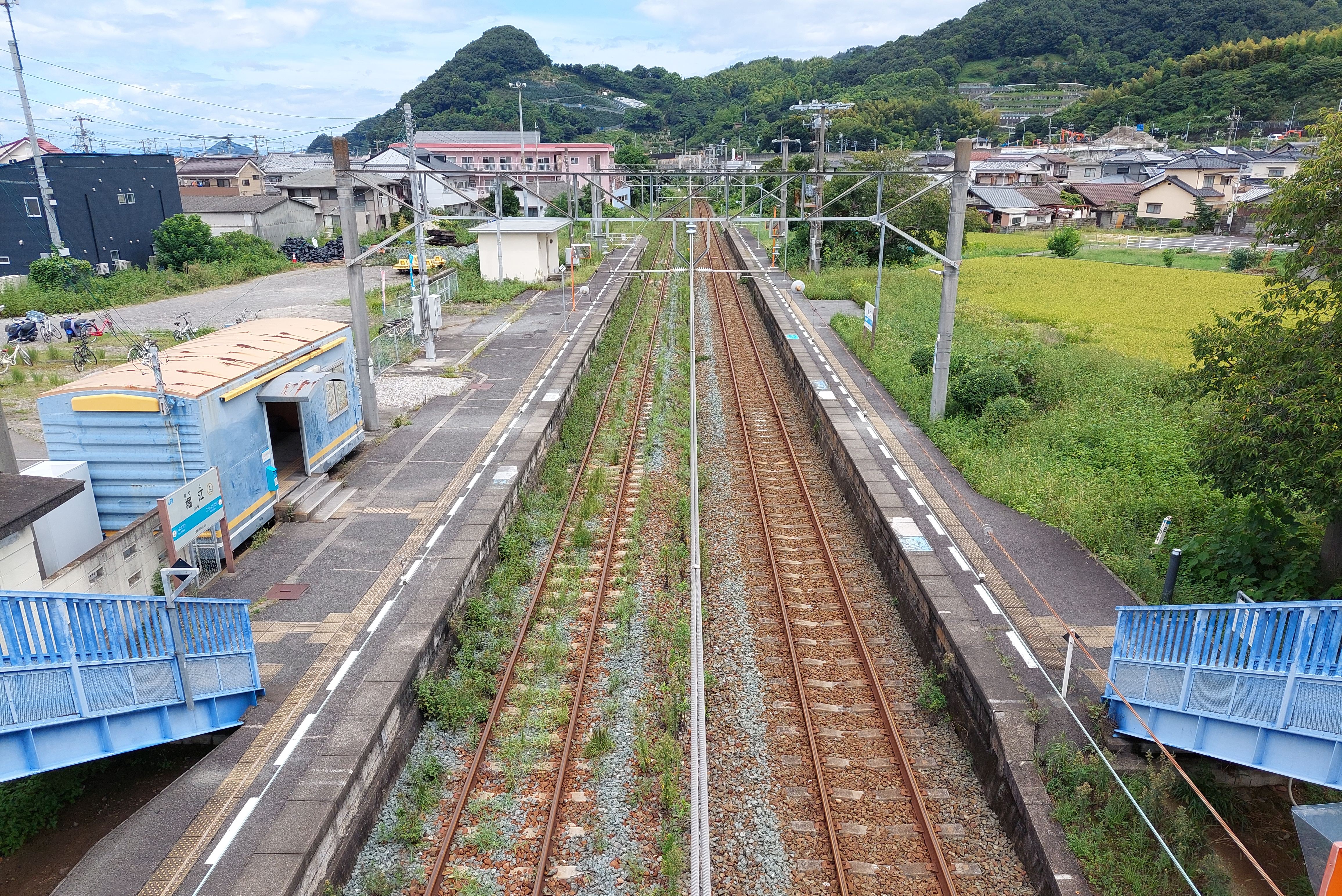
跨線橋からの眺め （北側、2024年8月）
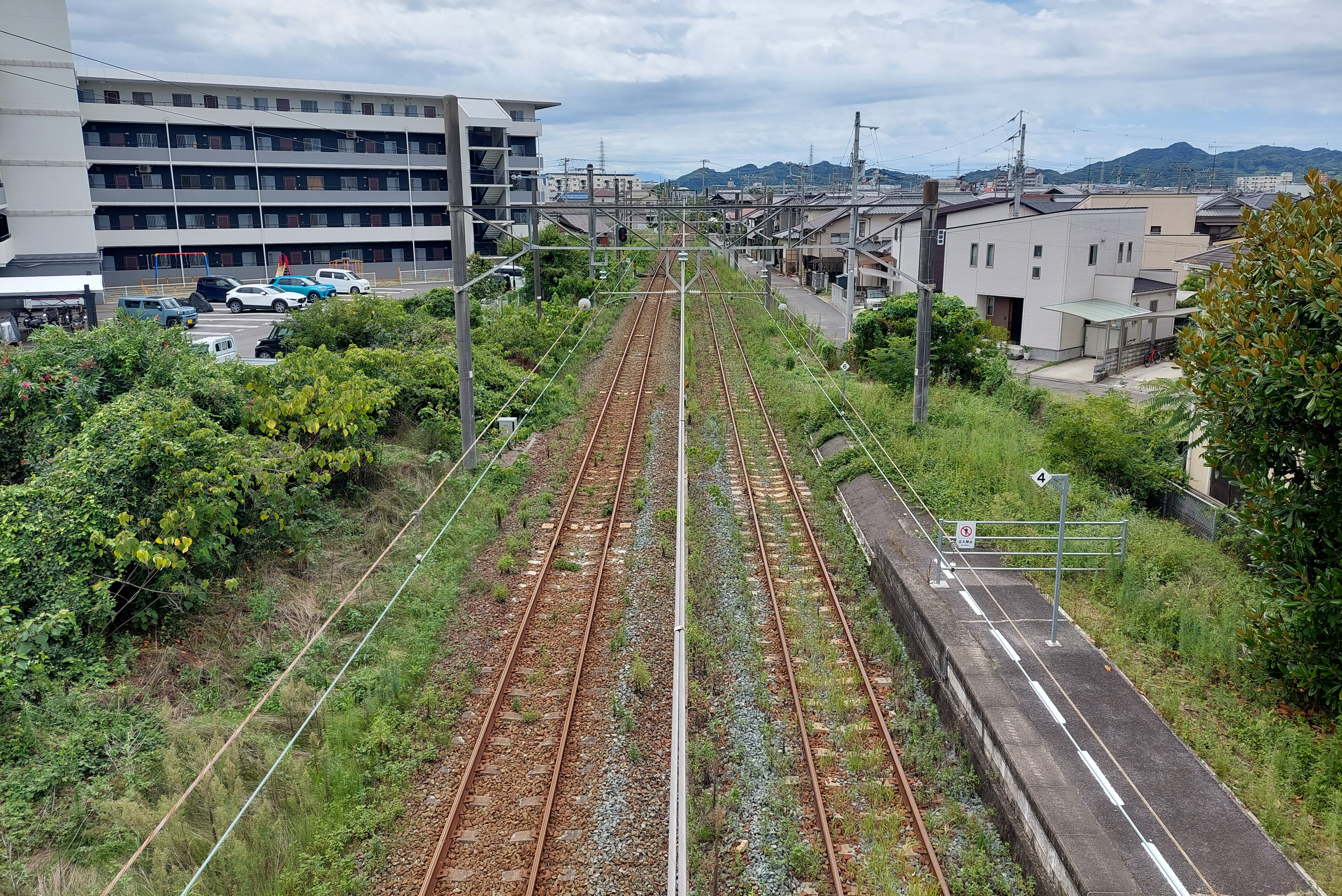
跨線橋からの眺め （南側、2024年8月）

## 駅周辺
夏になるとマリンスポーツやレジャー客で賑わう所で、車窓から堀江湾が一望できる。

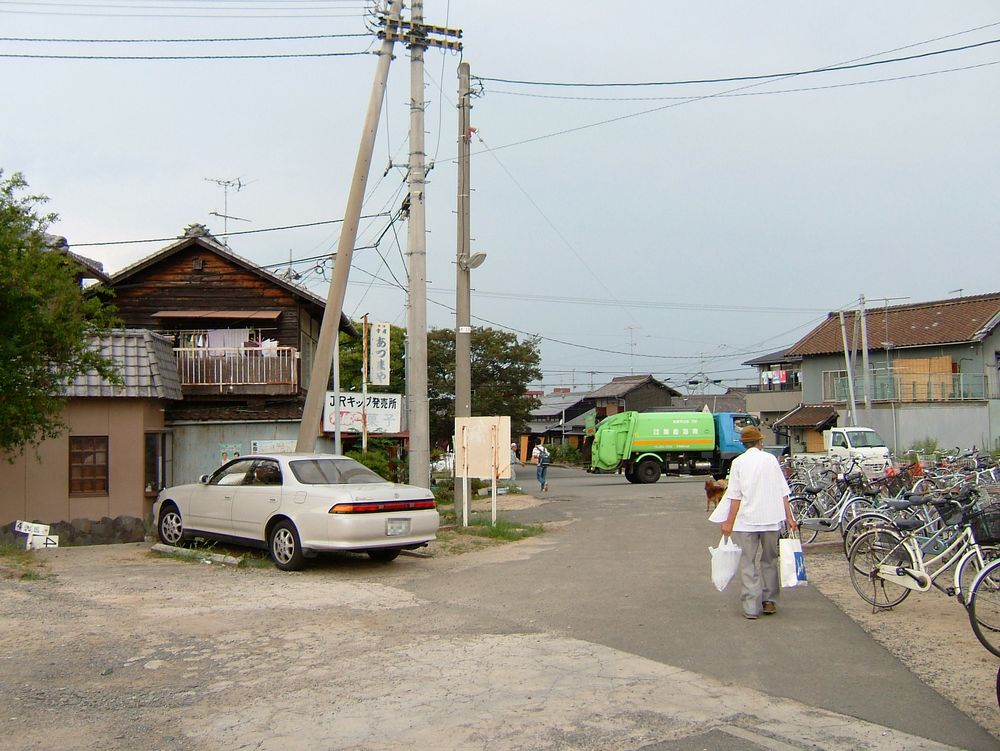
駅前（2006年8月）

- 松山市役所堀江支所
- ほりえ海の駅うみてらす（旧・堀江港）
- 堀江海水浴場
- 三浦工業本社
- ミウラート・ヴィレッジ
- 松山市立堀江小学校
- 堀江郵便局
- 権現温泉
- 堀江新池
- 国道196号
- 伊予鉄バス「堀江」停留所
- 浄福寺

## その他
駅前にある商店には簡易委託乗車券発売所としての「JRキップ発売所」の看板が残っているが、現在は乗車券発売は行っていない。
東映映画『喜劇団体列車』に登場する「伊予和田駅」は当駅でロケーションがおこなわれた。また駅前の風景は映画『がんばっていきまっしょい』に登場する。

## 隣の駅
四国旅客鉄道（JR四国）
■予讃線
光洋台駅 (Y51) - 堀江駅 (Y52) - 伊予和気駅 (Y53)